# Bretagnes Parti
Bretagnes Parti (franska: Parti Breton, bretonska: Strollad Breizh) är ett socialdemokratiskt och nationalistiskt parti som har ambitionen att skapa en oberoende "Republiken Bretagne", inom Europeiska unionen.